# Diglossa major
El pinchaflor grande (Diglossa major), también denominado roba néctar de los tepuis, roba néctar grande o diglosa mayor, es una especie de ave paseriforme de la familia Thraupidae, perteneciente al numeroso género Diglossa. Es nativo de los tepuyes del norte de Sudamérica. 

## Distribución y hábitat

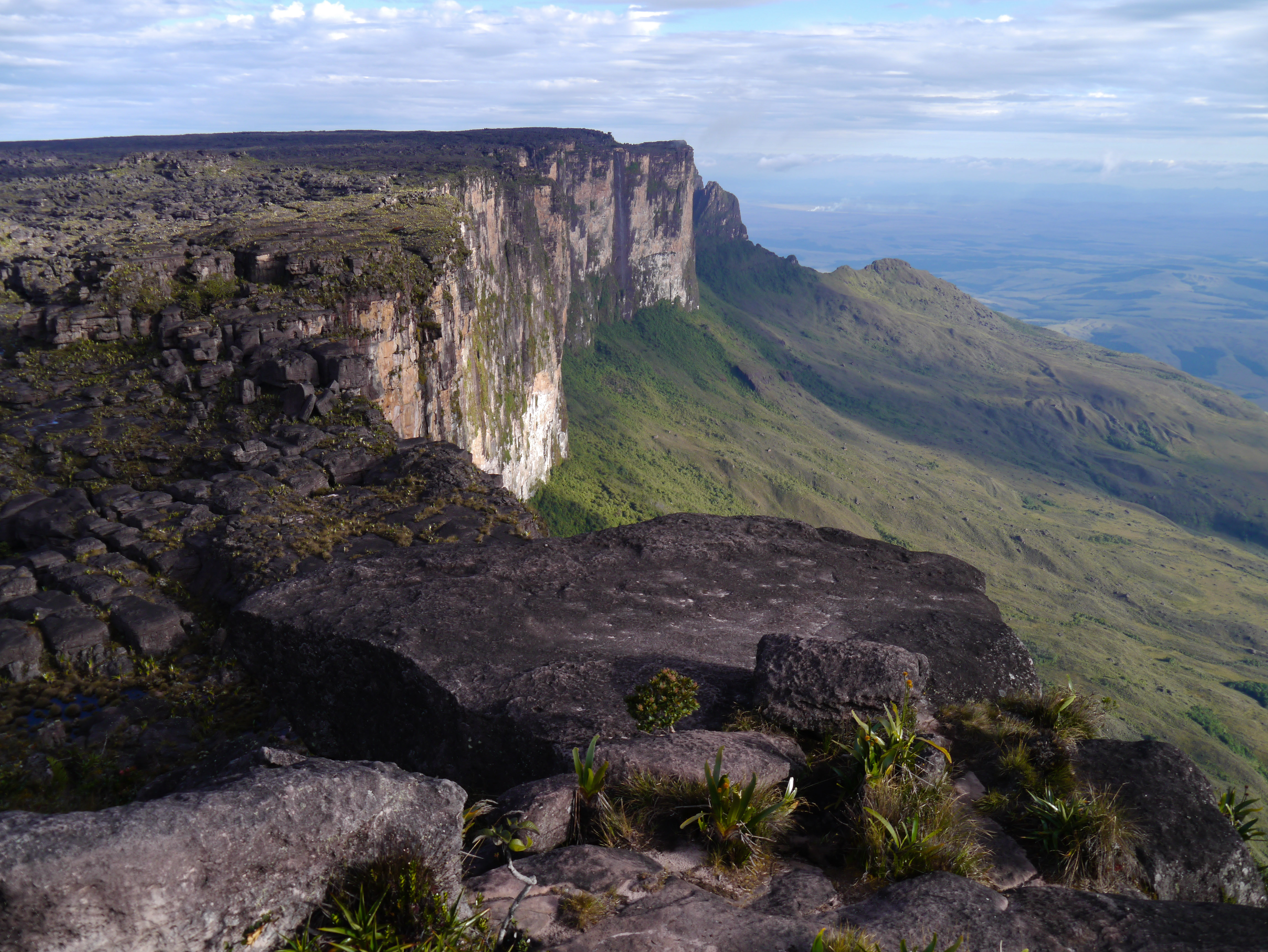
Laderas del Monte Roraima, ejemplo de hábitat de la especie.

Se encuentra únicamente en los tepuyes del sureste de Venezuela (sureste de Bolívar) y las regiones adyacentes del extremo norte de Brasil (norte de Roraima) y extremo centro este de Guyana.
Esta especie es considerada bastante común en sus hábitats naturales: las selvas húmedas y sus bordes, los claros arbustivos adyacentes y los bosques enanos, en altitudes entre 1300 y 2800 m, más numeroso por arriba de los 1800 m.

## Sistemática

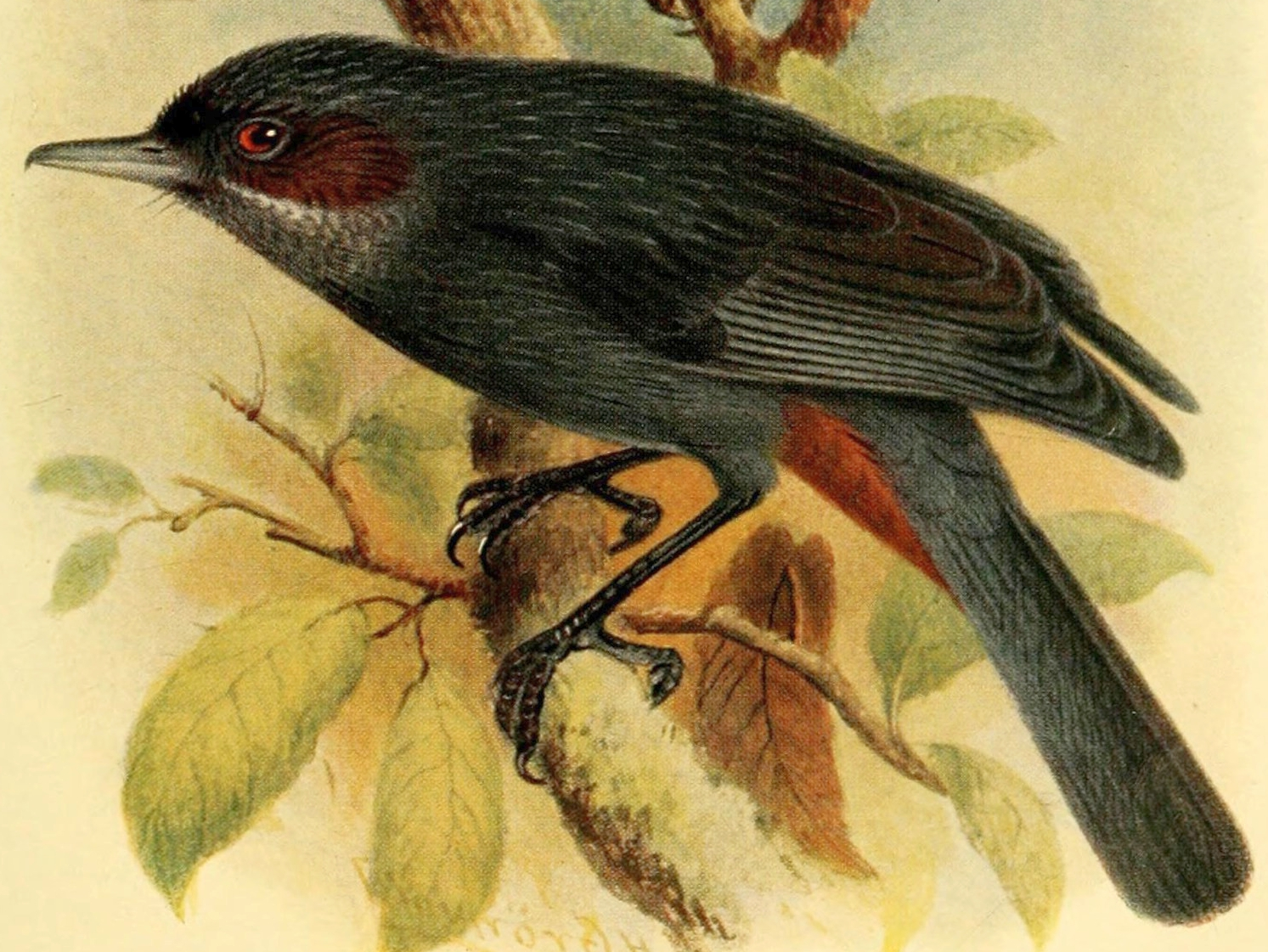
Diglossa major, ilustración en The birds of British Guiana, 1921.

### Descripción original
La especie D. major fue descrita por primera vez por el ornitólogo alemán Jean Cabanis en 1849 bajo el mismo nombre científico; su localidad tipo es: «Cerro Roraima, 6000 pies [c. 1830 m], cerca de la frontera entre Guyana y Venezuela».

### Etimología
El nombre genérico femenino Diglossa proviene del griego «diglōssos» que significa de lengua doble, que habla dos idiomas; y el nombre de la especie «major» proviene del latín  «maior»: mayor, más grande.

### Subespecies
Según las clasificaciones del Congreso Ornitológico Internacional (IOC) y Clements Checklist/eBird v.2019 se reconocen cuatro subespecies, con su correspondiente distribución geográfica:
- Diglossa major gilliardi Chapman, 1939 – Auyan-tepui en el sureste de Bolívar, sureste de Venezuela.
- Diglossa major disjuncta J.T. Zimmer & Phelps, Sr, 1944  – tepuyes de la Gran Sabana, en Bolívar, sureste de Venezuela.
- Diglossa major chimantae Phelps, Sr & Phelps, Jr, 1947 – Chimantá-tepui en el sureste de Bolívar, sureste de Venezuela.
- Diglossa major major Cabanis, 1849 – monte Roraima, frontera entre Venezuela, Brasil y Guyana y Uei-tepui en el sureste de Bolívar, sureste de Venezuela.